# ابن الراوندي
ابن الراوندي(1) (بالفارسية: ابن راوندی) هو أبو الحسن أحمد بن يحيى بن إسحاق الراوندي، وُلد في راوند من نواحي أصبهان في مطلع القرن الثالث الهجري، حوالي سنة 210 هـ/825 م، وتوفي سنة 298 هـ/910 م تقريبًا. عُرف في كتب التراث بالزنادقة، أي من يُظهر الإسلام ويبطن غيره، بدأ ابن الراوندي حياته الفكرية داخل دائرة علم الكلام المعتزلي، وكان في شبابه من المدافعين عن أصول الاعتزال. غير أنه ما لبث أن انقلب على المدرسة التي نشأ فيها، وشرع يهاجم أعلامها، بل تجاوز ذلك إلى نقد الأديان، والنبوة خاصّة، دون أن ينكر وجود خالق، وقد تبنّى ابن الراوندي في بعض كتاباته مواقف تُعدّ إلحادية أو لاأدرية. يرى المستشرق جوزف فان إس أن تحول ابن الراوندي لم يكن نحو مذهب فلسفي محدد، بل «نزعة جدلية فردية، انطلقت من انتقام شخصي من المعتزلة، ثم انفتحت على إنكار الأصول الدينية». تمثل حالة ابن الراوندي نموذجًا لما يُعرف في الدراسات الحديثة بـ «الإلحاد الفردي» أو «الاعتراض الفكري المعزول»، فبرغم طابعه الجدلي وميله إلى انتقاد الأصول الدينية، فإن أفكاره لم تُنتج تيارًا فكريًا مستقلًا، ولم تؤسس مدرسة أو تلاميذ. وقد لاحظ المستشرق الألماني جوزف فان إس، المتخصص في علم الكلام، أن ابن الراوندي «ظل على هامش الجدل اللاهوتي الإسلامي، ولم يحظ فكره بأي امتداد مؤثر».

## المذهب والمسار الفكري
شهدت حياة ابن الراوندي تحولات مذهبية وفكرية كبيرة، بدءًا من بداياته كأحد علماء المعتزلة في القرن الثالث الهجري، حيث كتب مؤلفات مثل «الابتداء والإعادة» و«الأسماء والأحكام» ، وانتقل إلى بغداد في عهد الخليفة المتوكل، عاصمة الدولة، حيث عاش وتبع في البداية التيار الفكري للمتكلمين المعتزلة.
في بغداد حاول ابن الراوندي أن يسترزق من عمل نسخ الكتب، إلا أن مصادر التراث—كما ورد عن ابن النديم وابن الخلكان—تشير إلى فشله في هذا المجال، إذ كان معروفًا بعدم الدقة وإضافة ملاحظات شخصية على النصوص الأصلية، مما أثر على مصداقية أعماله. وزاد ذلك من التوتر مع زملائه المعتزلين؛ حيث اعتبروه فاسقاً ومنحرفاً وطُردوا منه، ما أدّى إلى تركه دوائره الفكرية والانفصال عنها.
بعد ذلك، شهدت حياته تحولًا جذريًا؛ إذ قام بكتابة «فضيحة المعتزلة» ردًا على كتاب الجاحظ «فضيلة المعتزلة»، مما أبرز تحوله من الالتزام إلى نقدٍ حاد للأصول المعتزلية. وفي هذه المرحلة، تشييع لفترة قصيرة، وهو ما ظهر في أعماله مثل «كتاب الإمامة» الذي يظهر ميوله لتفضيل علي بن أبي طالب باعتباره الخليفة أو الولي المُختار. جاء بعد ارتباطه بأبي عيسى الوراق، الذي تشير بعض المصادر إلى أنه كان يهوديًا أو صاحب اتجاهات تشككية، وقد أثّر كثيرًا على ابن الراوندي في دفعه نحو الشك في أصول الدين، بل وإنكار النبوة والوحي الإلهي.

## مؤلفاته
لم يصلنا من مؤلفات ابن الراوندي أي نص كامل، وكل ما نُسب إليه محفوظ في نقول متفرقة ضمن كتب الردود، وخاصة لدى علماء الكلام من المعتزلة والسنة. وقد نُسب إليه عدد كبير من المؤلفات، يمكن تقسيمها إلى:

#### مؤلفاته الاعتزالية (قبل انشقاقه عنهم)
- كتاب الابتداء والإعادة
- كتاب الأسماء والأحكام
- كتاب خلق القرآن
- كتاب البقاء والفناء
- كتاب لا شيء إلا موجود
- كتاب الطبائع في الكيمياء
- كتاب اللؤلؤ

#### المؤلفات الجدلية ضد الأديان
1. كتاب الإمامة
2. كتاب فضيحة المعتزلة
3. كتاب القضيب (كتاب القضيب الذهبي)
4. كتاب التاج
5. كتاب التعديل والتجوير
6. كتاب الزمرد
7. كتاب الفرند
8. كتاب البصيرة
9. كتاب الدامق
10. كتاب التوحيد
11. كتاب الزينة
12. كتاب اجتهاد الرأي.

## ردود أهل زمانه عليه
كان لآراء ابن الراوندي أثر محدود في محيطه، وقد تصدى له العلماء والفقهاء بقوة، ومن أبرز من ردّ عليه:
- أبو الحسن الأشعري في كتابه مقالات الإسلاميين، حيث ذكر انحرافه عن الإسلام، وسجّل عليه تناقضاته.[11]
- عبد القاهر البغدادي في الفرق بين الفرق، حيث أدرجه ضمن الزنادقة، وعدّ أقواله هذياناً عقلياً لا يرتقي لمستوى الحجة.[12]
- ابن قتيبة الدينوري كذلك، نبّه إلى ضلاله وفساد رأيه، وأظهر استخفاف العلماء به.[13]
- الملطي في كتاب التنبيه والرد على أهل الأهواء والبدع، خصص له مقاطع تبين فساد منطقه، وانهزامه أمام النقد العقلي الذي يدّعيه.[14]

## مكانته
أغلب علماء عصره، وحتى اللاحقين، رفضوا أفكاره. عبد القاهر البغدادي في كتابه الفرق بين الفرق، ذكره بشكل قاطع بوصفه أحد الزنادقة الذين خرجوا عن إجماع الأمة، قائلاً: «فارَقَ المعتزلة إلى الزندقة، ولم يتبعه أحد من ذوي العقول». كذلك، ابن قتيبة اعتبره شخصية «مريضة العقل»، مشيرًا إلى أن أقواله كانت تتسم بالاضطراب والتناقض. 
كما ذكره أبو حيان التوحيدي، الذي كان معروفًا بتسامحه الفكري، في سياق نقده بالقول: «كان ابن الراوندي لا يثبت على مذهب، ولا يستقر له اعتقاد، يميل مع كل ريح»، والذي يعكس طبيعة فكرية لا تتسم بالثبات المنهجي، ولا الانضباط المعرفي. ويقول: عجيب أمر هذا الرجل، يطعن في النبوة ويستدل بالعقل، والعقل عنده مشكوك فيه!

### غياب التأثير والتلاميذ
ابن الراوندي لم يُؤسِّس مدرسة فكرية، ولم يكن له تلاميذ أو أتباع الذين يمكنهم أن يحملوا لواء أفكاره أو يطوروا اتجاهاته النقدية. بل، على العكس، تم تجاهل أعماله واعتُبرت مجرد ردود فعل على الفكر السائد في عصره، بعيدًا عن التأصيل الفلسفي أو اللاهوتي الذي كان يشهده العالم الإسلامي في تلك الفترة. كما أن أعماله لم تُؤثّر في تطور الفكر الكلامي أو الفلسفي الإسلامي بشكل يُذكر، بل ظلّت محط نقاش وردود من العلماء الذين حاولوا تصحيح ما اعتُبر أخطاء فكرية وعقائدية في أطروحاته. وقد تجاهله المؤرخون في كتب الطبقات، ولم يُذكر ضمن المتكلمين أو الفلاسفة الكبار كالفارابي أو ابن سينا. ولم تجد أفكاره قبولًا حتى بين مخالفي الإسلام من المعتزلة أو الفلاسفة. وقد علّق عليه المستشرق مونتغمري وات بالقول:
لم يكن ابن الراوندي صاحب نظرية فلسفية متماسكة، بل كان ناقمًا لا أكثر، وثمة شك في صدق كثير من الآراء المنسوبة إليه.
كما يؤكد ديمتري غوتاس، في تحليله للعقلانية والعلوم في الحضارة الإسلامية، أن مثل هذه الأصوات «لم تكن جزءًا من تيار فكري مؤسسي، بل طروحات فردية، لم تلقَ احتضانًا داخل البيئة الفكرية الإسلامية». ويلفت إلى أن اعتراضاته لم تُبْنَ على منهج فلسفي، بل على طروحات مجزأة لا ترقى إلى مستوى «المذهب»، مما جعل فكره غير قابل للنقل أو الاستمرار.

### الموقف من ابن الراوندي في الفكر الحديث
بالرغم من محاولات بعض المفكرين الحداثيين الدفاع عن ابن الراوندي باعتباره مفكرًا تقدميًا أو عقلانيًا، إلا أن هؤلاء الداعمين يعترفون ضمنًا بأن أفكاره كانت معزولة ولا تتمتع بتأثير حقيقي في مسار الفكر الإسلامي. عبد الرحمن بدوي، أبرز المدافعين عنه في العصر الحديث، قال: «كان ابن الراوندي عقلانيًا سابقًا لعصره، لكن ما وصلنا من أفكاره ليس سوى ما نقلته كتب الرد عليه، مما يجعل الحكم عليه غير يقيني». والآراء المؤيدة حديثة، وتعتمد غالبًا على رؤية حداثية تنزع نحو التأويل الإيديولوجي لا التحقيق التاريخي.

يظهر ابن الراوندي شخصية فكرية فردية خارجة عن نسق عصره، لم تجد أقواله رواجًا بين العلماء ولا أثّرت في التيارات الفكرية الكبرى. وقد عُدّت آراؤه محل رد لا تأسيس، واستُقبلت بوصفها شذوذًا عن الجماعة لا اجتهادًا داخلها. وفي غياب النصوص الأصلية لابن الراوندي يجعل كل تقييم له موضع حذر علمي. وفي هذا السياق، يقول المستشرق جولدزيهر أن ابن الراوندي: قد تجاوز حدود النقد إلى الطعن، وهو لذلك ظلّ معزولًا. وجوناثان برون (Jonathan A. C. Brown) في سياق حديثه عن الزندقة والتسامح في الإسلام:
ابن الراوندي ظل معروفًا في كتب الردود أكثر من أي مجال علمي مستقل، وقد وُصف بأنه صاحب أسلوب جدلي أكثر من كونه منظّرًا ملحدًا.

## وفاته
توفي ابن الراوندي نحو سنة 298 هـ / 910 م، ويقال إنه لقي حتفه في ظروف غامضة، وربما كان موته نتيجة لأفكاره. ورغم ذلك، لا توجد أدلة تدعم هذه الروايات، وقد مات دون أن يُذكر له قبر، ولم يُعترف به في كتب الفقهاء أو العلماء أو الفلاسفة، ولزم في أواخر حياته العزلة والصمت. حيث قال الملطي في التنبيه والرد: «هو ومن معه لا يُعرف لهم أتباع ولا آثار، وإنما ذُكروا ليُحذر منهم».